# Mário Ottoboni
Mário Ottoboni (Barra Bonita, São Paulo, 11 de septiembre de 1931-São José dos Campos, São Paulo, 14 de enero de 2019) fue un periodista, escritor, abogado y creador de la Asociación para la Protección y Asistencia de los Condenados (conocida como APAC).
Estuvo casado con Cidinha Ottoboni, quien murió en la misma fecha que Mario, pero en 2016.

## Fundación de APAC
APAC fue fundada en 1972 como "Associação de Proteção e Assistência ao Condenado" (Asociación para la Protección y Asistencia de los Condenados), por voluntarios cristianos dirigidos por Mário Ottoboni, buscando rehabilitar a los presos del sistema penitenciario brasileño a través de un método humanizado. La primera prisión bajo la gestión de APAC fue en São José dos Campos, en el mismo año de la fundación de la ONG. En ese momento, el acrónimo APAC significaba "Amando o Próximo, Amarás a Cristo" ("Ama a tu prójimo, amarás a Cristo").
En 1974, la entidad se separó en dos: la entidad jurídica, APAC – Associação de Proteção e Assistência aos Condenados (Asociación para la Protección y Asistencia de los Condenados) – y la entidad espiritual, APAC – Amando o Próximo, Amarás a Cristo
En el modelo penitenciario de APAC, no hay policías ni uniformes para los presos. El método APAC, entre sus elementos, tiene el trabajo y la religiosidad en el proceso de resocialización del preso. Los propios presos tienen las llaves de las puertas.
Los APAC son unidades organizadas por la Fraternidade Brasileira de Assistência aos Condenados (FBAC) de Brasil (en inglés: Fraternidad de Asistencia a Convictos), que a su vez está vinculada a Prison Fellowship International.

## Muerte y legado
Mário Ottoboni fue internado en UCI en el Hospital Antoniho da Rocha Marmo en São José dos Campos. Falleció el 14 de enero de 2019, por falla multiorgánica.
La Asociación Brasileña de Abogados Penalistas (Abracrim) difundió una nota de pesar por la muerte y destacó la labor de Ottoboni. “Mário Ottoboni es una de esas personas insustituibles y su muerte empobrece al mundo”, afirmó la entidad.
Como legado, se crearon más de 100 APAC en todo Brasil, además de la aplicación del método APAC, aunque de forma limitada, en países como Alemania, Estados Unidos, Países Bajos, Noruega, Colombia, Costa Rica, Chéquia, Singapur y Chile.